# Honnadevihalli, Nagamangala
Honnadevihalli là một làng thuộc tehsil Nagamangala, huyện Mandya, bang Karnataka, Ấn Độ.